# Meliosma seleriana
Meliosma seleriana är en tvåhjärtbladig växtart som beskrevs av Ignatz Urban. Meliosma seleriana ingår i släktet Meliosma och familjen Sabiaceae. Inga underarter finns listade.